# 根本央紀
根本 央紀（ねもと ひさのり、1月3日 - ）は、日本の男性声優。福島県出身。フリー。

## 来歴
以前は81プロデュース、E-sprinG、CSRコーポレーション、TABプロダクションに所属しており、一時期は根本 ひさのり（読み同じ）の名前で活動していた。 関智一が座長を務めている劇団ヘロヘロQカムパニーに所属していたことがある。

## 人物
趣味・特技は写真撮影、釣り、ピアノ、植物栽培、朗読。

## 出演

### テレビアニメ
1995年
- モジャ公（ノッポ）

1996年
- 爆走兄弟レッツ&ゴー!!（作業員B）

1997年
- ポケットモンスター（ガーディ）

1998年
- しましまとらのしまじろう（野次馬）

1999年
- 今、そこにいる僕（教官、パイロット、兵士A、村人B）
- KAIKANフレーズ（ライブハウスの男、CDショップ店長、記者 他）
- ゾイド -ZOIDS-（1999年 - 2000年、通信兵、隊長）
- 装甲救助部隊レストル（キャプテン）
- 超速スピナー（審判、研究員）
- 爆球連発!!スーパービーダマン（係員）
- BLUE GENDER（アーク兵、ベン・デイヴィス）
- ワイルドアームズ トワイライトヴェノム（店主）

2000年
- 銀装騎攻オーディアン（士官）
- 幻想魔伝 最遊記（僧侶）
- サクラ大戦TV（使者）※第15話
- ブギーポップは笑わない Boogiepop Phantom（教師C）

2001年
- 地球防衛家族（TVアナウンス）

### 劇場アニメ
- パルムの樹（2002年、ソル族）

### OVA
- 超人学園ゴウカイザー（1996年、黒服機動隊A）

### ゲーム
- キャプテン・ラヴ（1999年、クラッシャー・アイアン関、マスク部長 / 吉岡吉男、辻海紫朗）
- クリムゾン スカイ（2000年、ネイサン ザッカリー）
- スパイダーマン（2001年、デアデビル、キャプテン・アメリカ、ヴェノム）

### ドラマCD
- ヴァイスクロイツ Dramatic Precious 2nd STAGE TEARLESS DOLLS（1999年、弟子A）
- 八神庵 オリジナルドラマ 夕陽と月 〜プロローグ〜（1999年、ナレーション）
- クラッシャーズ Knight&Ran（2000年、町の人々C）

### 吹き替え

#### 映画
- 奇蹟の輝き
- コレリ大尉のマンドリン（スピロス）
- パール・ハーバー（ジョー）

#### テレビドラマ
- パワーレンジャー・ターボ（ジェフ）
- V.I.P.（アナウンサー）

#### アニメ
- キトとウーフル（鉱山夫、星の生き物、ニワトリ、男の人）
- ケチャップ（帽子ネコ、お客）
- スーパーマン（フェリックス教授）
- ダグ（司会者）
- ミュータント・タートルズ ※テレビ東京版

### 特撮
- ビーファイターカブト（1996年、巨象獣エレバンモスの声）
- スーパー戦隊シリーズ
  - 星獣戦隊ギンガマン（1998年、札僧正の声）
  - 救急戦隊ゴーゴーファイブ（1999年、ライマの声）
  - 未来戦隊タイムレンジャー（2000年、バンジャンの声）